# فلاديمير فرانيش
فلاديمير فرانيش مواليد 14 ديسمبر 1988 في بانيا لوكا، البوسنة والهرسك، جمهورية يوغوسلافيا الاشتراكية الاتحادية، هو لاعب كرة يد بوسني يلعب كمحور. مثل منتخب البوسنة والهرسك لكرة اليد.

## سجل المنافسة
شارك في البطولات التالية:
- بطولة العالم لكرة اليد للرجال 2015

## روابط خارجية
- فلاديمير فرانيش على موقع الاتحاد الأوروبي لكرة اليد (الإنجليزية)